# La esfinge (obra de teatro)
La esfinge es la primera obra de teatro escrita por Miguel de Unamuno en 1898, aunque según su biógrafo Emilio Salcedo fue en 1897, durante una gran crisis existencial del filósofo. Se estrenó en 1909.

## Argumento
Ángel es empujado por su entorno para adentrarse en el mundo de la política. Pero sufre una crisis espiritual y de valores que le empuja al suicidio.

## Estreno
- Teatro Pérez Galdós de Las Palmas de Gran Canaria el 24 de febrero de 1909. 
  - Intérpretes: Leovigildo Ruiz Tatay.

## Crítica
El propio Unamuno apreció en su obra algún influjo de Henrik Ibsen. Por demás, en diciembre de 1908 escribió al hispanista Gilberto Beccari lo siguiente:
«La compañía Cobeña tiene en efecto, un drama mío, escrito hace unos nueve años, cuyo título definitivo es La Esfinge. La acción no tiene tiempo ni lugar determinado. Trátase de un hombre entregado a una acción política revolucionaria, casado y sin hijos, y que vive preso de la obsesión del más allá, del misterio de ultratumba. Esto le lleva a pensar que todo esfuerzo humano es inútil, si al fin todos non reducimos a polvo y nombre, y abandona su puesto político, se hace anacoreta laico. Su mujer, que soñaba con la gloria mundana del marido y que sufría con las brusquedades y rarezas de él, le abandona, le abandonan los amigos y queda solo. Y el día en que estalla la revolución, tómanle por un traidor vulgar, y le matan. Esto no es más que el esqueleto. Ya le mandaré una de las primeras redacciones del drama que la conservo en un cuadernillo»
El hispanista Ettore Ferroni encontró un manuscrito autógrafo posterior y distinto del editado por García Blanco, que sirvió para la traducción italiana de 1922.